# Relations entre le Chili et l'Inde
Les relations entre le Chili et l'Inde sont les relations bilatérales de la république du Chili et de la république de l'Inde. Le Chili a une ambassade à New Delhi et l'Inde a une ambassade à Santiago. Les deux pays sont membres du Groupe des vingt.

## Relations commerciales

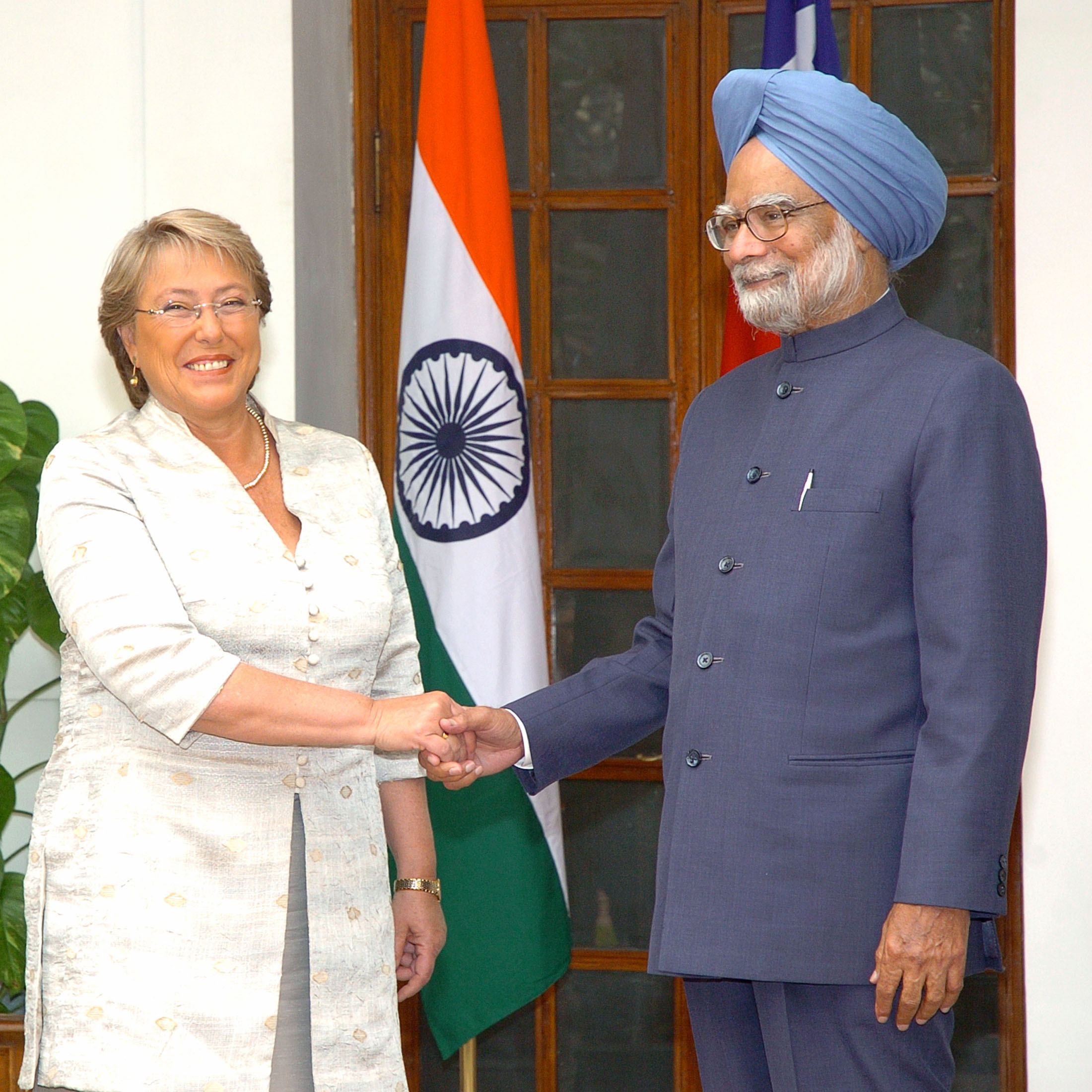
Michelle Bachelet rencontre Manmohan Singh à New Delhi le 17 mars 2009.

Le Chili a été le premier pays d'Amérique du Sud à signer un accord commercial avec l'Inde, en 1956. Un accord-cadre a été signé le 20 janvier 2005 pour promouvoir la coopération économique entre l'Inde et le Chili. Cet accord proposait un accord commercial préférentiel (APC) entre les pays respectifs, qui, après plusieurs cycles de négociations, a été finalisé lors des pourparlers tenus à New Delhi en novembre 2005. L'accord est entré en vigueur le 17 août 2007 au Chili et le 11 septembre 2007 en Inde,.
En 2016, les deux pays ont signé un accord visant à étendre l'accord commercial préférentiel (APC) entre l'Inde et le Chili, multipliant par dix le nombre de produits pouvant être échangés à des taux de droits préférentiels. Le commerce bilatéral de l'Inde avec le Chili s'est élevé à 2,6 milliards de dollars US, avec des exportations de 0,68 milliard de dollars et des importations de 1,96 milliard de dollars respectivement pour l'année fiscale 2016.

## Visites d'État
La présidente du Chili, Michelle Bachelet, s'est rendue, pour une visite d'État, à New Dehli, en Inde en mars 2009. Elle y a rencontré la présidente de l'Inde, Pratibha Patil et le premier ministre Manmohan Singh.

## Indiens au Chili
La communauté indienne du Chili compte plus d'un millier de personnes, résidant pour la plupart à Santiago, Iquique, Viña del Mar et Punta Arenas. Largement engagée dans les petites entreprises et le commerce, la communauté est progressivement assimilée au courant dominant par le biais de la naturalisation. En moyenne, mille Chiliens visitent l'Inde chaque année, principalement pour le tourisme.